# Зорн, Джон
Джон Зорн (англ. John Zorn; р. 2 сентября 1953, Нью-Йорк) — американский композитор-авангардист, саксофонист, музыкальный продюсер, основатель лейбла Tzadik и движения еврейской авангардной музыки «Радикальная еврейская культура». Один из лидеров современного музыкального авангарда.
Творчество Зорна отличает жанровое разнообразие: в его арсенале работы в джазовой стилистике, сочинения академической авангардной музыки, сочетания хардкора, клезмерской музыки и свинга, сладжа и нойза, электро-акустические эксперименты, неидиоматическая импровизация.

## Биография
Джон Зорн родился в Нью-Йорке в еврейской семье парикмахера и преподавательницы, рос в Куинсе. В детстве он получал уроки фортепиано, в 10 лет освоил гитару и флейту, а в 14 лет открыл для себя классическую музыку и начал сочинять. Благодаря разнообразию музыкальных вкусов отца, матери и старшего брата композитора он с самого детства слышал множество музыкальных произведений различных стилей; более того, по некоторым сведениям, Зорн в молодости играл на басу в сёрф-роковой группе и находился под влиянием The Doors.
В 1971—1973 гг. Зорн учился в Webster College (Сент-Луис, Миссури), где открыл для себя авангардный джаз; особенно сильно повлияло на него творчество Энтони Брэкстона. Он начал играть на саксофоне, бросил колледж и переселился на Манхэттен, где быстро влился в авангардно-джазовую тусовку. К этому времени относится сочинение импровизационных пьес, в которых свобода музыканта ограничивалась неким предварительно заданным набором правил (Lacrosse, Hockey, Archery, Pool). Это «полуподпольное» существование продолжалось примерно до начала 80-х годов, когда был подписан контракт с лейблом Elektra/Nonesuch.
В конце 1980-х — середине 1990-х годов Зорн часто посещает Японию, сотрудничает с радикальными японскими музыкантами, наиболее известен среди которых Ямацука Ай, пишет музыку к порнографическим фильмам и мультипликационным сериалам японских режиссёров. К этому времени относится существование проекта Naked City.
В 1993 году им создан проект «Masada».
В 2006 году Зорн стал лауреатом премии фонда Макартуров.
В 2011 году получил степень магистра свободных искусств Гентского университета.
В 2014 году был удостоен почётного доктора университета штата Нью-Йорк и консерватории Новой Англии.

## Проекты Джона Зорна

### Naked City
Naked City — первый проект Зорна, получивший широкую известность на джазовой сцене. В рамках этого проекта в основном исполнялись произведения джазовых и классических композиторов, а также «хардкорные миниатюры», созданные под влиянием грайндкора. Кроме того, проводились эксперименты по сочетанию эмбиента и метала.

### Painkiller
В 1991 году вместе с басистом Биллом Ласвеллом и лучшим барабанщиком грайндкора Миком Харрисом Зорн создал ансамбль Painkiller, объединивший радикальный грайндкор с авант-джазом и авант-роком с использованием элементов даба и эмбиента. В 2006 году состоялись концерты в Москве и Санкт-Петербурге.

### Masada

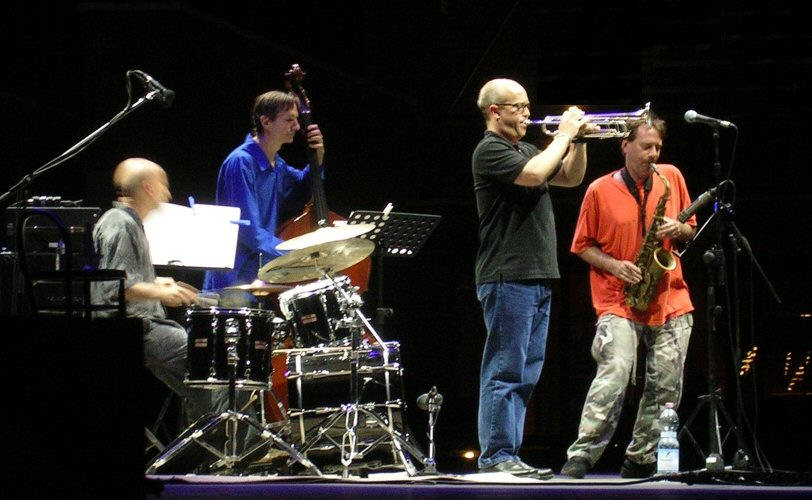
Masada на сцене

С созданием в 1994 году группы Masada к Зорну пришла широкая известность в джазовых кругах. Музыка этого коллектива представляет собой сочетание фри-джаза и клезмера. Зорном был написан так называемый «Masada Songbook» — сборник из около 200 клезмерских мелодий, послуживших основой для импровизаций Masada. Классический состав Masada был основан на составе легендарного квартета Орнетта Коулмана. В 2004 году коллектив Electric Masada выступил в Москве. Тогда же Зорн запустил проект «Вторая книга Масады — Книга Ангелов» («Book Of Angels — Masada Book Two»), написав для этого около 300 композиций. Их исполняли разные музыканты и коллективы. В 2017 году вышла последняя 32 часть. В марте 2014 года в нью-йоркском Town Hall Зорн исполнил 20 композиций, открывших «Masada Book Three, The Book Beriah». Всего третья книга «Масады» должна составить 92 трека, чтобы общее количество произведений достигло 613, культового числа, равного количеству предписаний в Торе.

### Музыка к кинофильмам
Зорн написал музыку к множеству кинофильмов. Новаторский талант Зорна проявился и в причудливом объединении традиций еврейской и японской музыки с самыми радикальными современными экспериментами.

### Академическая музыка
Зорн написал множество произведений для камерных оркестров, в основном в жанре минимализма.
Большое внимание в творчестве Зорна уделено музыке для реальных (Filmworks VII) или воображаемых (Cat O’Nine Tails, For Your Eyes Only, Carny) мультфильмов. Эта грань творчества композитора связана с его интересом к музыке Карла Сталлинга — человека, сформировавшего каноны мультипликационной музыки с её иллюстративностью, неожиданными сменами ритма и темы и заимствованием музыкальных тем из современной массовой культуры.
Зорн:
Когда я учился в колледже Сент-Луиса, я работал над диссертацией о музыке Карла Сталлинга, который писал для киностудии Warner Bros. Этот человек — действительно гений. Когда вы слушаете его музыку, абстрагируясь от мультфильмов, она изумительна. Это были 1940-е годы, период расцвета Warner Bros. Я думаю, что они совершили невероятный прыжок в технологиях кино.

### Экспериментальная музыка
Музыкальные эксперименты Зорна посвящены в основном построению импровизационных систем и «игре в музыку». Наиболее известным примером такого рода проектов является проект «Cobra», посвящённый управляемой импровизации. При исполнении дирижёр (обычно сам Зорн) показывает музыкантам, в какую сторону необходимо развивать импровизацию, с помощью специальных карточек.

### Moonchild
Ещё одним проектом Зорна является Moonchild Trio (неофициальное название по названию первого альбома), музыка которого посвящена исследованию тёмной стороны человеческого сознания и базируется на творчестве таких мастеров, как Антонен Арто, Алистер Кроули и Эдгард Варез.

#### Состав
- Джон Зорн — дирижёр
- Майк Паттон — голос
- Тревор Данн — бас
- Джой Бэрон — ударные

### Tzadik
Джон Зорн — исполнительный продюсер рекорд-лейбла «Цадик» (Tzadik), основанного в 1995 году. Лейбл предоставляет площадку для самовыражения молодым еврейским и авангардным музыкантам. Музыкант получает возможность издать свой альбом, если его музыка заинтересует Зорна. Кроме того, лейбл осуществляет выпуск и издание альбомов самого Зорна.

## Книги

### Редактор
- Zorn. J. (ed.) (2000) Arcana: Musicians on Music, Hips Road: New York (ISBN 1-887123-27-X)
- Zorn. J. (ed.) (2007) Arcana II: Musicians on Music, Hips Road: New York (ISBN 0-9788337-6-7)
- Zorn. J. (ed.) (2008) Arcana III: Musicians on Music, Hips Road: New York (ISBN 0-9788337-7-5)
- Zorn. J. (ed.) (2009) Arcana IV: Musicians on Music, Hips Road: New York (ISBN 0-9788337-8-3)
- Zorn. J. (ed.) (2010) Arcana V: Musicians on Music, Magic & Mysticism, Hips Road: New York (ISBN 0-9788337-9-1)
- Zorn. J. (ed.) (2012) Arcana VI: Musicians on Music, Hips Road: New York (ISBN 0-9788337-5-9)
- Zorn. J. (ed.) (2014) Arcana VII: Musicians on Music, Hips Road: New York (ISBN 0-9788337-4-0)
- Zorn. J. (ed.) (2017) Arcana VIII: Musicians on Music, Hips Road: New York (ISBN 0-9788337-3-2)